# Шејн Кадоган
Шејн Кадоган (енгл. Shane Cadogan; Кингстаун, 1. јун 2001) винсентско-гренадински је пливач чија ужа специјалност су спринтерске трке слободним и прсним стилом. 

## Спортска каријера
Кадоган је дебитовао на међународној сцени 2014, као тринаестогодишњи дечак, пошто је био део репрезентације своје земље на Играма комонвелта у Глазгову. 
Годину дана касније је дебитовао и на светским првенствима, пошто је у Казању 2015.  пливао у квалификационим тркама на 50 слободно (88. место) и 50 прсно (66. место). Сличне резултате је постигао и две године касније, на светском првенству у корејском Квангџуу 2019  — 89. на   50 слободно и 63. на 50 прсно.
Такође је наступио и на светском првенству у пливању у малим базенима у Хангџоуу 2018 (90. на 100 слободно и 66. на 100 прсно). 